# Iván Grishin
Iván Tijonovich Grishin (en ruso: Иван Тихонович Гришин; Vnukovichi, Imperio ruso, 16 de diciembre de 1901 – Moscú, Unión Soviética, 20 de junio de 1951) fue un oficial militar (coronel general) soviético y Héroe de la Unión Soviética
Grishin se alistó en el Ejército Rojo durante la Guerra civil rusa y luchó contra la Rebelión de Tambov. Se convirtió en oficial y se graduó de la Academia Militar Frunze en 1936. En octubre de 1940, se convirtió en el comandante de la 137.º División de Fusileros, que dirigió durante las batallas de Smolensk y Moscú en las fases iniciales de la Segunda Guerra Mundial. Posteriormente se convirtió en jefe de Estado Mayor del 50.º Ejército y en abril de 1943 asumió el mismo puesto en el 11.º Ejército de la Guardia. Poco después, se convirtió en comandante del 49.º Ejército y dirigió el ejército durante la batalla de Smolensk, la operación Bagratión, la ofensiva de Prusia Oriental y la batalla de Berlín. Después de la guerra, comandó el 6.º Ejército de Guardias. En 1946, se convirtió en el jefe de entrenamiento de combate de las Fuerzas Terrestres. Murió en 1951 en Moscú.

## Biografía

### Infancia y juventud
Iván Grishin nació el 16 de diciembre de 1901, en el seno de una familia de campesinos rusos, en la pequeña localidad rural de Vnukovichi en la gobernación de Smolensk en lo que en esa época era el Imperio ruso. Después de que reclutaron a su padre, Grishin dejó la escuela y trabajó en la granja familiar. En julio de 1920, fue reclutado por el Ejército Rojo. Donde se convirtió en soldado raso en el 16.º Regimiento de Fusileros de Reserva en Dorogobuzh. De 1920 a 1922, estudió en los 18.º Cursos de Comando de Infantería en Kaluga. Mientras era cadete, ayudó a eliminar la Rebelión de Tambov.

### Periodo de entreguerras
En abril de 1922, se convirtió en comandante de pelotón en el 163.º Regimiento de Fusileros. Más tarde se convirtió en comandante de pelotón en el 1.er Regimiento Fronterizo, el 12.º Batallón Fronterizo Independiente y el 18.º Batallón Fronterizo de las Tropas Fronterizas de la OGPU. En abril de 1924 se convirtió en comandante del pelotón de ametralladoras del 81.º Regimiento de Fusileros de la 27.ª División de Fusileros. En 1925 solicitó ser enviado a la 3.ª Escuela de Infantería Occidental, en la que se graduó un año después, luego fue enviado a la Escuela de Infantería Ivanovo-Voznesensky en Oriol, donde se graduó en dos años. Al mismo tiempo, como estudiante externo, aprobó el examen para una escuela de siete años.
En 1927, se unió al Partido Comunista de la Unión Soviética. Se convirtió en comandante de pelotón en el 132.º Regimiento de Fusileros de la 44.ª División de Fusileros. Fue ascendido y se convirtió en comandante de compañía. Poco después se convirtió en jefe de Estado Mayor del batallón y subjefe de Estado Mayor de la división.
En abril de 1933, comenzó a estudiar en la Academia Militar Frunze, donde se graduó con honores en 1936. En octubre asumió el puesto de jefe de departamento de la Escuela Central de Formación de Jefes de Estado Mayor. En septiembre de 1937, se convirtió en jefe de Estado Mayor de la 17.ª División de Fusileros en el Distrito Militar de Moscú, puesto que ocupó hasta diciembre de 1938 cuando fue trasladado, como jefe, a la segunda sección del Estado Mayor en la sede del distrito. En octubre de 1940, asumió el puesto de comandante de la 137.ª División de Fusileros en Gorki. La división participó en los ejercicios de demostración del distrito y Grishin recibió la Orden de la Estrella Roja por su liderazgo.

### Segunda Guerra Mundial
Cuando comenzó la Operación Barbarroja el 22 de junio de 1941, la 137.ª División de Fusileros estaba estacionada en su campamento de verano en el raión de Gorokhovetsky (óblast de Vladímir). A finales de junio de 1941 llegó al área de Orsha, donde se integró en las filas del 20.° Cuerpo de Fusileros del 13.° Ejército del Frente Occidental y participó en la Batalla de Smolensk. A mediados de julio fue rodeada en la zona de la ciudad de Chausy. Después de romper el cerco, la división llegó a la orilla derecha del río Sozh donde se atrincheró, asegurando la retirada de las tropas del 13.° Ejército que salían del cerco. En agosto, cerca de la ciudad de Surazh, la división volvió a caer en un cerco, después de abandonarla, desde el 25 de agosto, se concentró en los bosques al sureste de Trubchevsk durante dos semanas. Del 2 al 6 de agosto, Grishin se convirtió temporalmente en comandante de algunos elementos del 4.º Cuerpo Aerotransportado.

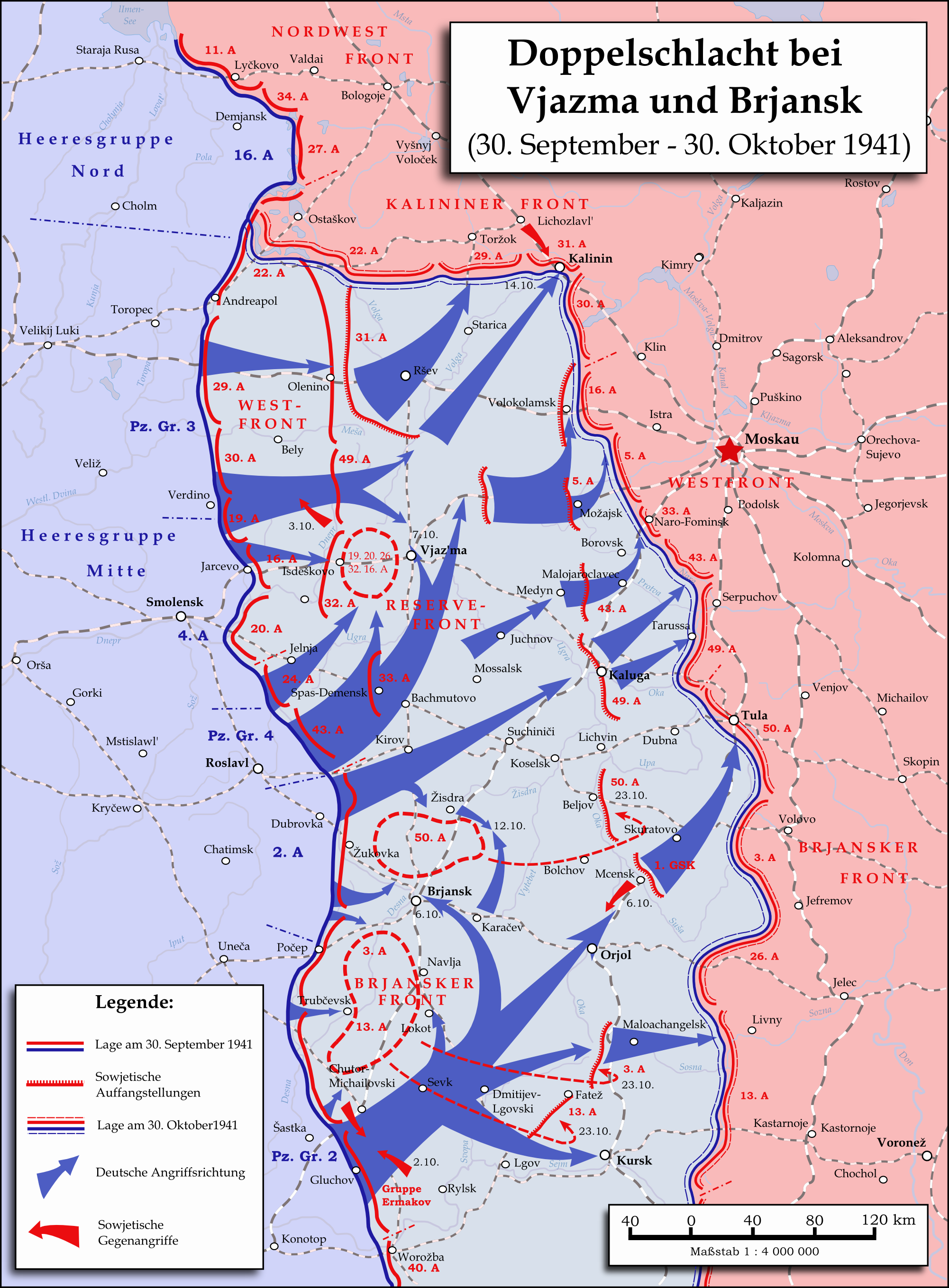
Mapa que muestra las dos batallas cerca de Viazma (2 de octubre-20 de octubre de 1941) y Briansk (30 de septiembre-23 de octubre)

En septiembre, la división fue transferida al 3.er Ejército del Frente de Briansk y durante doce días libró obstinadas batallas defensivas por la ciudad de Trubchevsk, después de lo cual pasó a la ofensiva y empujó al enemigo 40-50 km más allá del río, donde se puso a la defensiva. A finales de septiembre y principios de octubre, sus unidades participaron en la operación defensiva Oriol-Briansk. Al retirarse al área entre Gremyacheye y Troyanovsky, la división derrotó a la retaguardia de la 18.º División Panzer alemana. Luego, combatió alrededor de Tula y en la Batalla de Moscú. El 7 de noviembre, Grishin recibió la Orden de la Bandera Roja. En diciembre, la división participó en la Ofensiva de Yelets y, avanzó 150 kilómetros en la retaguardia del enemigo. El 20 de marzo de 1942 la división fue retirada a la reserva del ejército.
El 10 de marzo de 1942, Grishin se convirtió en jefe de Estado mayor del 50.º Ejército. El ejército luchó en la última de las Batallas de Rzhev y sufrió grandes pérdidas. Posteriormente, defendió la línea del frente al suroeste de Moscú. El 30 de enero de 1943, recibió la Orden de la Bandera Roja por su liderazgo de la 137.º División de Fusileros. El 27 de abril de 1943, asumió el puesto de jefe de Estado Mayor del 11.º Ejército de Guardias. En junio se convirtió en comandante del 49.º Ejército (mantendría el mando de este ejército hasta el final de la guerra) y durante agosto y septiembre, dirigió el ejército en la batalla de Smolensk. Durante la ofensiva, el ejército cruzó los ríos Desná, Oster y Sozh. También capturó las localidades de Spas-Demensk, Róslavl, Krýchov, Kislavichi, Mstislavl y Bogdanovo, un punto fuerte alemán en el Desna. El ejército recibió las gracias del comandante supremo y recibió un saludo de artillería de veinte salvas en Moscú por la captura de Róslavl. Cuatro divisiones de fusileros del ejército recibieron el título honorífico de «Roslavl». Mientras que su comandante, Grishin, fue condecorado con la Orden de Suvórov de primer grado y ascendido a teniente general. Durante la ofensiva, el 49.º Ejército capturó la aldea natal de Grishin, Vnukovichi, donde se enteró de que las tropas alemanas habían asesinado a su padre, madre y otros familiares.
En abril de 1944, el 49.º Ejército pasó a formar parte del Segundo Frente Bielorruso. El ejército luchó en la Operación Bagration y rompió las líneas alemanas. Durante la ofensiva, el ejército cruzó los ríos Pronya, Dniéper, Drut y el Berézina. También capturó la localidad de Maguilov. Durante el avance hacia Minsk, el ejército ayudó a rodear a un nutrido grupo de tropas alemanas. A partir del 9 de julio, supervisó personalmente todos los combates para eliminar las tropas cercadas en la bolsa de Minsk. El 49.º Ejército capturó a más de 35 000 soldados alemanes, incluidos doce generales. Por su liderazgo en la ofensiva, recibió la Orden de Kutúzov de primer grado. A finales de julio, el ejército fue trasferido a posiciones al suroeste de Novogrúdok. Donde participó en la Ofensiva de Bialystok, el ejército rompió la fuerte resistencia alemana en el río Svíslach, en el curso de está ofensiva, el 24 de julio, capturó Sokółka y el 27 de julio avanzó al norte y al oeste de la ciudad. El 15 de septiembre, estaba en el Narew cerca de Łomża, donde cesó la ofensiva.
Desde el 13 de enero de 1945, el ejército luchó en la Ofensiva de Prusia Oriental. Desde el 10 de febrero, participó en la Ofensiva de Pomerania Oriental. El 21 de febrero capturó Czersk y el 8 de marzo Kościerzyna. El 10 de marzo fue ascendido al rango de coronel general. El ejército capturó la ciudad fortificada alemana de Danzig el 30 de marzo junto con los ejércitos 2.º de Choque, 65.º y 70.º. Durante la ofensiva, el 49.º Ejército eliminó a 11 420 soldados alemanes y capturó a otras 2495. El 10 de abril, recibió el título de Héroe de la Unión Soviética y la Orden de Lenin por su liderazgo. Luego luchó en la Ofensiva de Berlín desde el 16 de abril, como parte de la principal fuerza de ataque del frente. El ejército terminó la guerra en el Elba cerca de Ludwigslust, donde se unió al Segundo Ejército Británico. El 29 de mayo, recibió la Orden de Suvórov de primer grado por segunda vez.
El 24 de junio de 1945, participó en el Desfile de la Victoria de Moscú al frente del contingente del Segundo Frente Bielorruso. En la recepción posterior al desfile, Stalin nombró a Grishin «líder destacado» junto con otros generales como Gueorgui Zhúkov, Iván Kónev, Afanasi Beloborodov, Pável Bátov, Iván Bagramián, Aleksandr Gorbátov y otros.

## Posguerra
Después de la guerra permaneció al mando del 49.º Ejército hasta julio de 1945, cuando se convirtió en comandante del 6.º Ejército de Guardias, estacionado en el Báltico. En julio de 1946 fue asignado como jefe de la dirección de entrenamiento de combate. Durante esta época fue Diputado de la II Convocatoria del Sóviet Supremo de la Unión Soviética (1946-1950). En febrero de 1950, se convirtió en jefe de la Dirección Principal de Combate y Entrenamiento Físico de las Fuerzas Terrestres.
Iván Grishin vivió en Moscú donde murió el 20 de junio de 1951. Fue enterrado en el cementerio Novodévichi.

## Condecoraciones
A lo largo de su carrera militar Iván Grishin recibió las siguientes condecoraciones militares
Unión Soviética
- Héroe de la Unión Soviética (n.º 5510; 10 de abril de 1945)
- Orden de Lenin, dos veces
- Orden de la Bandera Roja, cinco veces
- Orden de Suvórov de 1.er grado, dos veces
- Orden de Kutúzov de 1.er grado
- Orden de la Estrella Roja
- Medalla del 20.º Aniversario del Ejército Rojo de Obreros y Campesinos
- Medalla por la Defensa de Moscú
- Medalla por la Victoria sobre Alemania en la Gran Guerra Patria 1941-1945
- Medalla por la Conquista de Königsberg
- Medalla del 30.º Aniversario de las Fuerzas Armadas de la URSS
- Medalla Conmemorativa del 800.º Aniversario de Moscú

Otros países
- Orden de la Cruz de Grunwald de 1.er grado (Polonia, 1945)
- Medalla por el Oder, Neisse y el Báltico (Polonia; 1945)
- Medalla de la Victoria y la Libertad (Polonia; 1945)
- Orden de Skanderbeg de 1.er grado (Albania; 1949).[14]

## Promociones
- Mayor general (3 de mayo de 1942)
- Teniente general (9 de septiembre de 1943)
- Coronel general (10 de marzo de 1945)[15]